# Júszef Síbú
Júszef Síbú (arabul: يوسف شيبو; 1973. május 10. –) marokkói válogatott labdarúgó.

## Pályafutása

### Klubcsapatban
1991 és 1995 között a KAC Kénitra csapatában játszott. 1995 és 1996 között a szaúd-arábiai el-Hilál, 1996 és 1997 között a katari Al-Arabi játékosa volt. 1997-től 1999-ig az FC Porto csapatátá erősítette, melynek tagjaként bajnokságokat, kupát és szuperkupát nyert. 1999 és 2003 között a Coventry Cityben játszott. 2003 és 2006 között Katarban légióskodott, 2003 és 2005 között az Asz Szadd, 2005 és 2006 között az Al-Wakrah együttesében szerepelt.

### A válogatottban
1996 és 2006 között 73 alkalommal játszott a marokkói válogatottban és 9 gólt szerzett. Tagja volt az 1992. évi nyári olimpiai játékokon résztvevő válogatott keretének és részt vett az 1998-as világbajnokságon, illetve az 1998-as, a 2000-es, a 2002-es és a 2006-os afrikai nemzetek kupáján.
Az 1998-as világbajnokságon a Norvégia elleni csoportmérkőzésen öngólt szerzett.

#### Gólja a válogatottban
| # | Dátum               | Helyszín                                | Ellenfél     | Eredmény | Végeredmény | Kiírás                                    |
| - | ------------------- | --------------------------------------- | ------------ | -------- | ----------- | ----------------------------------------- |
| 1 | 1998. február 5.    | Stade El Harti, Marrákes, Marokkó       | Niger        | 2 – 0    | 3 – 0       | Barátságos                                |
| 2 | 1998. október 3.    | V. Mohamed stadion, Casablanca, Marokkó | Sierra Leone | 1 – 0    | 3 – 0       | 2000-es afrikai nemzetek kupája selejtező |
| 3 | 1999. április 10.   | V. Mohamed stadion, Casablanca, Marokkó | Togo         | 1 – 0    | 1 – 1       | 2000-es afrikai nemzetek kupája selejtező |
| 4 | 1999. április 28.   | GelreDome, Arnhem, Hollandia            | Hollandia    | 1 – 0    | 2 – 1       | Barátságos                                |
| 5 | 2000. október 8.    | V. Mohamed stadion, Casablanca, Marokkó | Kenya        | 1 – 0    | 1 – 0       | 2002-es afrikai nemzetek kupája selejtező |
| 6 | 2001. március 25.   | Stade Moulay Abdallah, Rabat, Marokkó   | Tunézia      | 1 – 0    | 2 – 0       | 2002-es afrikai nemzetek kupája selejtező |
| 7 | 2001. december 12.  | Settat, Marokkó                         | Malajzia     | 1 – 0    | 1 – 1       | Barátságos                                |
| 8 | 2002. szeptember 7. | Stade Omar Bongo, Libreville, Gabon     | Gabon        | 1 – 0    | 1 – 0       | 2004-es afrikai nemzetek kupája selejtező |
| 9 | 2003. június 8.     | V. Mohamed stadion, Casablanca, Marokkó | Sierra Leone | 1 – 0    | 1 – 0       | 2004-es afrikai nemzetek kupája selejtező |

## Sikerei, díjai
FC Porto
- Portugál bajnok (2): 1997–98, 1998–99
- Portugál kupagyőztes (1): 1997–98
- Portugál szuperkupagyőztes (1): 1998